# Jardines de Las Vistillas

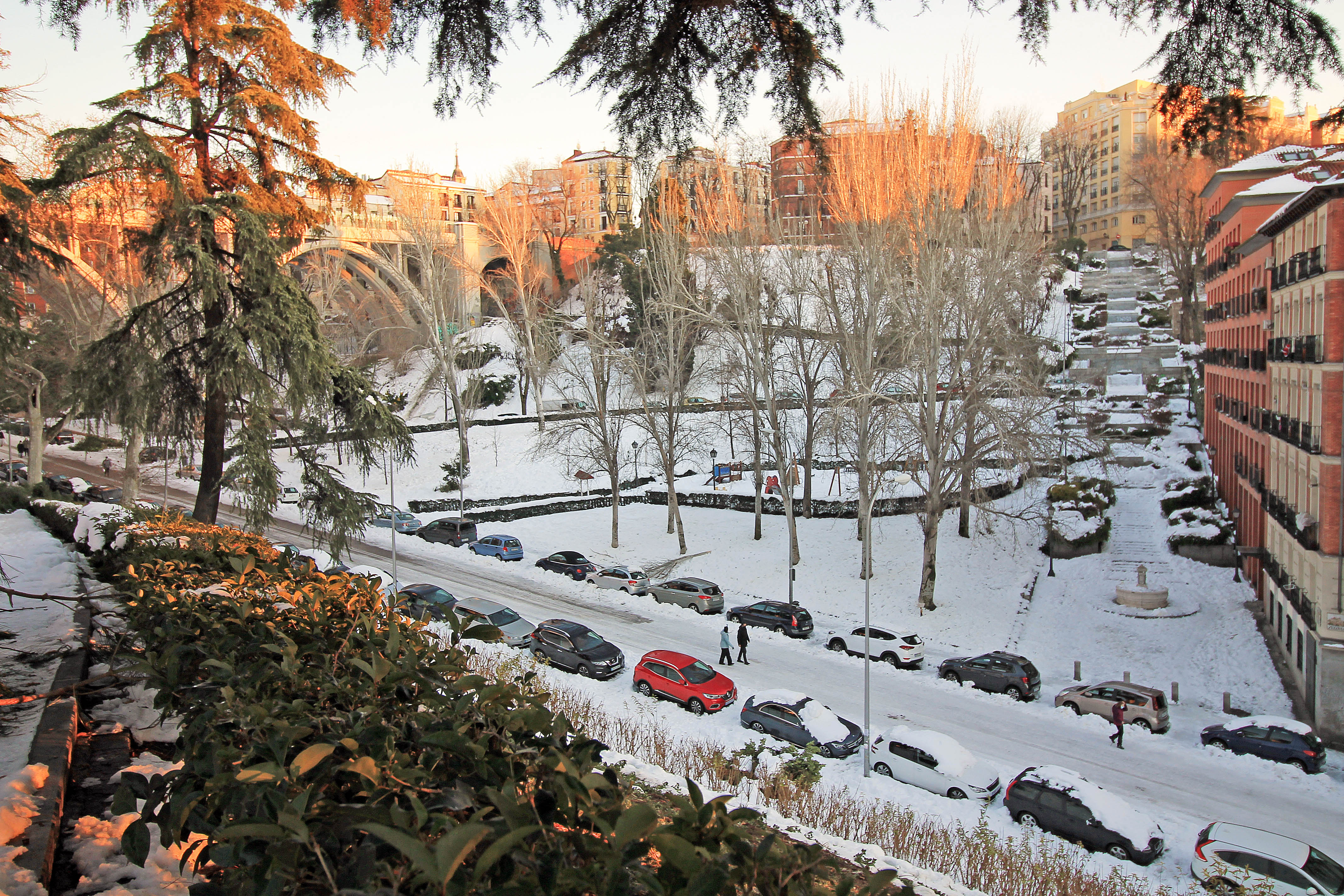
El jardín nevado, enero de 2021.

Los jardines de Las Vistillas o simplemente Las Vistillas son un recoleto parque urbano de la ciudad española de Madrid situado en la cima y laderas del antiguo cerro del campillo de las Vistillas, en un balcón natural delimitado hacia el oeste por el valle del río Manzanares y hacia el norte por el antiguo cauce del arroyo de San Pedro, sobre el cual fue proyectada la calle de Segovia. El límite meridional lo marca la calle del Rosario y el oriental el eje viario formado por la calle de Bailén y la carrera de San Francisco.
Presentan dos tramos bien diferenciados. En su parte septentrional se sitúan la plaza de Gabriel Miró y las zonas ajardinadas trazadas en los terraplenes existentes junto al viaducto de Segovia. En su parte sur, los jardines reciben el nombre de parque de la Cornisa, llamado así por estar al borde del barranco al que se asoman las fachadas occidentales de los conjuntos monumentales de la Real Basílica de San Francisco el Grande, la Universidad Eclesiástica San Dámaso y el seminario Conciliar de Madrid.

## Toponimia
Los jardines toman su nombre del cerro de Las Vistillas, denominado así por las vistas que se divisan desde su cima, con diferentes panorámicas de las riberas del río Manzanares y de la Casa de Campo. Se trata de una de las formaciones montañosas que sirvieron de defensa natural a la ciudad durante la Edad Media, sobre la cual fue edificado a principios del siglo XIII el Convento de san Francisco, precedente de la actual basílica dieciochesca. Por esta razón, el lugar era conocido en el siglo XVIII como cerro de Las Vistillas de san Francisco el Grande, aunque, en algunos planos de la época, también aparecía el topónimo de plaza de Las Vistillas.

## Historia
La citada fundación religiosa y el Concejo de Madrid se disputaron la propiedad de las tierras próximas al convento, que finalmente fueron adjudicadas al municipio. A finales del siglo XVI, el Concejo vendió los terrenos a los duques del Infantado, quienes construyeron una residencia palaciega, que más tarde quedó vinculada a la Casa de Osuna. En el siglo XVIII, el primitivo edificio fue sustituido por un nuevo palacio.

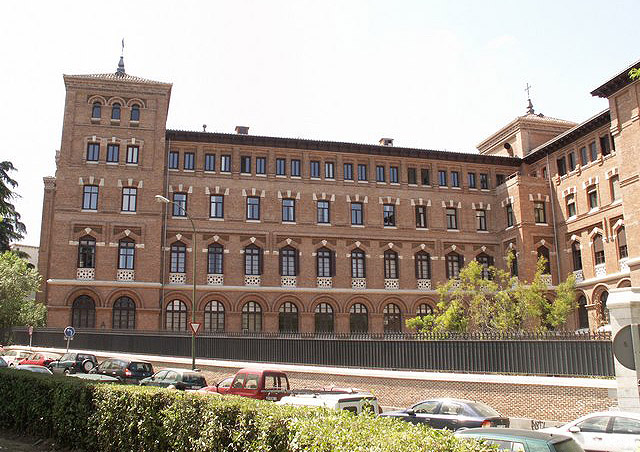
Fachada neomudéjar del seminario Conciliar de Madrid, desde la calle de Beatriz Galindo, uno de los accesos a los jardines de Las Vistillas. El edificio se levanta sobre el solar del palacio de los duques de Osuna

En el siglo XIX, el Obispado de Madrid-Alcalá (en la actualidad, archidiócesis de Madrid) se hizo con la finca de los duques de Osuna. En 1900 se ordenó la demolición del palacio, para levantar sobre su solar la sede del seminario Conciliar, si bien se tomó la decisión de conservar los jardines aledaños. Las obras del nuevo edificio se extendieron desde 1902 hasta 1906.
El recinto ajardinado fue comprado posteriormente por el Ayuntamiento de Madrid, que procedió al acondicionamiento de su parte septentrional con la creación de la plaza de Gabriel Miró y la instalación de diferentes elementos urbanísticos y ornamentales usados como marco de verbenas durante las fiestas de san Isidro, patrón de Madrid.
Antes de su adecuación como jardín, en la década de 1920, la zona albergaba distintos mercados de productos alimenticios, principalmente de melones. En la plaza de Gabriel Miró, en un inmueble situado entre las calles de san Buenaventura y Travesía de Las Vistillas, estuvo el estudio del escultor Victorio Macho que después fue ocupado por el pintor Ignacio Zuloaga. 

### Proyecto fallido de «mini-Vaticano»
En febrero de 2009, el consistorio madrileño aprobó la cesión de suelo público al Arzobispado de Madrid que preveía la próxima construcción de la casa de la Iglesia en la cara occidental de los jardines, a los pies de San Francisco el Grande y del seminario Conciliar, lo que hubiera supuesto recortar aproximadamente 15 000 m² de zona verde, algo que estaba en discusión al ser terreno de arenisca, y no afectar a zona ajardinada. Este complejo multifuncional —conocido popularmente como «mini-Vaticano» y como «Ciudad de la Iglesia»— iba a tener una superficie construida de 28 604 m² y se articularía alrededor de un edificio principal, de 140 m lineales de fachada y 14 000 m² de superficie, con seis estructuras anejas. Por su parte, el Ayuntamiento iba a recibir del Arzobispado unos terrenos donde se construiría un parque, un polideportivo, una escuela infantil, un centro de mayores, y un aparcamiento para residentes situado debajo de dicho parque. Además, se iban a abrir nuevas calles que mejorarían las conexiones de la zona, así como el tráfico.
El objetivo de estas reformas era una ordenación urbanística pormenorizada, que comprendía la totalidad de la cornisa del río Manzanares en esta zona de la ciudad, que pudiera resolver problemas como la destrucción existente del espacio libre que se configura de forma marginal entre la cornisa del seminario Conciliar y San Francisco el Grande, y las traseras de las edificaciones residenciales con frente a la Ronda de Segovia, así como la conexión entre la cuesta de Javalquinto y la zona de la glorieta de Toledo, extendiendo los jardines de las Vistillas. También se pretendía la potenciación vital y funcional de la cuesta de las Descargas, resolviendo así la incomunicación entre la calle de Algeciras, y la calle del Jerte y la del Rosario.
No obstante, el proyecto fue anulado en 2010 por el Tribunal Superior de Justicia de Madrid (TSJM) debido a que «el plan de construcción, surgido de un acuerdo entre el Arzobispado y el Ayuntamiento de la capital, de un conjunto de equipamientos en unos jardines históricos vulnera la ley, altera la estructura y adolece del instrumento de protección del patrimonio histórico-artístico imprescindible para legitimarlo». La sentencia fue posteriormente confirmada por el Tribunal Supremo en 2013 y, por tanto, el proyecto cancelado definitivamente.

## Descripción

### Tramo septentrional

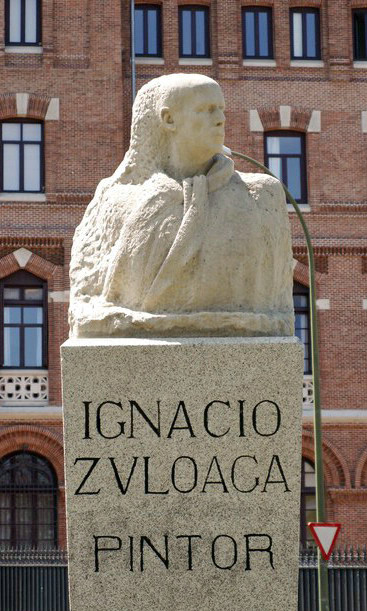
Busto de Ignacio Zuloaga, obra de Juan Cristóbal González Quesada. Al fondo, la fachada del seminario Conciliar de Madrid

Los jardines existentes en la plaza de Gabriel Miró fueron trazados en 1932 por el arquitecto Fernando García Mercadal y remodelados en 1945 por Manuel Herrero Palacios. Ocupan la parte más alta del cerro de Las Vistillas y se distribuyen en dos plataformas escalonadas. La plataforma situada más arriba tiene forma cuasi-rectangular y está rodeada por un murete. Una fuente de planta lobular decora su parte central y, a ambos lados, hay instalados dos monumentos: un busto dedicado a Ignacio Zuloaga, labrado en piedra de caliza por Juan Cristóbal González Quesada en 1947, y la escultura conocida como La violetera, obra de Santiago de Santiago (1925), que estuvo en un primer momento en la confluencia de la calle de Alcalá con la Gran Vía y que fue trasladada a la plaza el 13 de junio de 2003. 

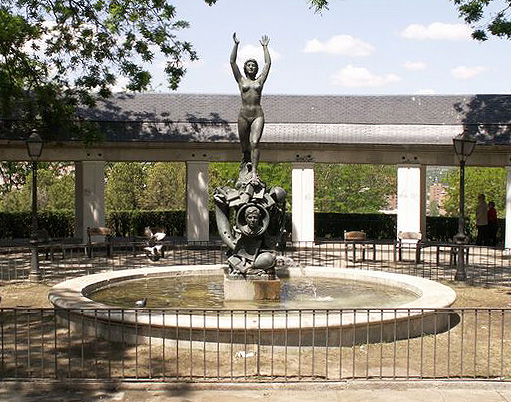
Monumento a Ramón Gómez de la Serna, obra de Enrique Pérez Comendador inaugurada en 1972, en la parte septentrional de los jardines

La segunda plataforma tiene planta cuadrangular, con cabecera curvada. En ella se inauguró el 29 de mayo de 1972 el monumento a Ramón Gómez de la Serna, realizado en bronce por Enrique Pérez Comendador. Junto a su cara posterior, se eleva una pérgola semicircular, que flanquea al conjunto escultórico.
A la plaza de Gabriel Miró se puede llegar desde la calle de Bailén, por el este, o desde la calle de Segovia, que queda al norte. Cuatro empinados accesos permiten salvar el conjunto de antiguos barrancos: la ondulante calle de Beatriz Galindo; la cuesta de los Ciegos, en la que unas escaleras de aire monumental, con 254 escalones y construida al inicio del siglo xx suben hasta la plazuela de la Morería; y en menor medida la antigua cuesta de las Vistillas, luego llamada cuesta de Javalquinto, y la calle de Caños Viejos. El entorno ha sido ajardinado con manchas de arbolado y césped.

### Tramo meridional
El tramo meridional de los jardines se extiende alrededor de los conjuntos monumentales del seminario Conciliar de Madrid y de San Francisco el Grande, que cierran su lado oriental, hasta entroncar con el parque de la Dalieda, inaugurado en 2007 junto a la fachada sur de la basílica. Hacia el oeste se sitúa la Ronda de Segovia, que sigue el trazado de la cerca de Felipe IV, mandada construir por el monarca en 1625 y demolida en su práctica totalidad en 1868.
Completa el tramo el parque de la Cornisa, en el que se pueden ver algunos vestigios del palacio del duque de Osuna. Así mismo, dentro del recinto ajardinado del seminario Conciliar, se conservan una fuente, una columna toscana y diferentes escaleras de piedra, correspondientes a los jardines de la citada residencia palaciega desmantelada en los años finales del siglo xix.

## Valores paisajísticos

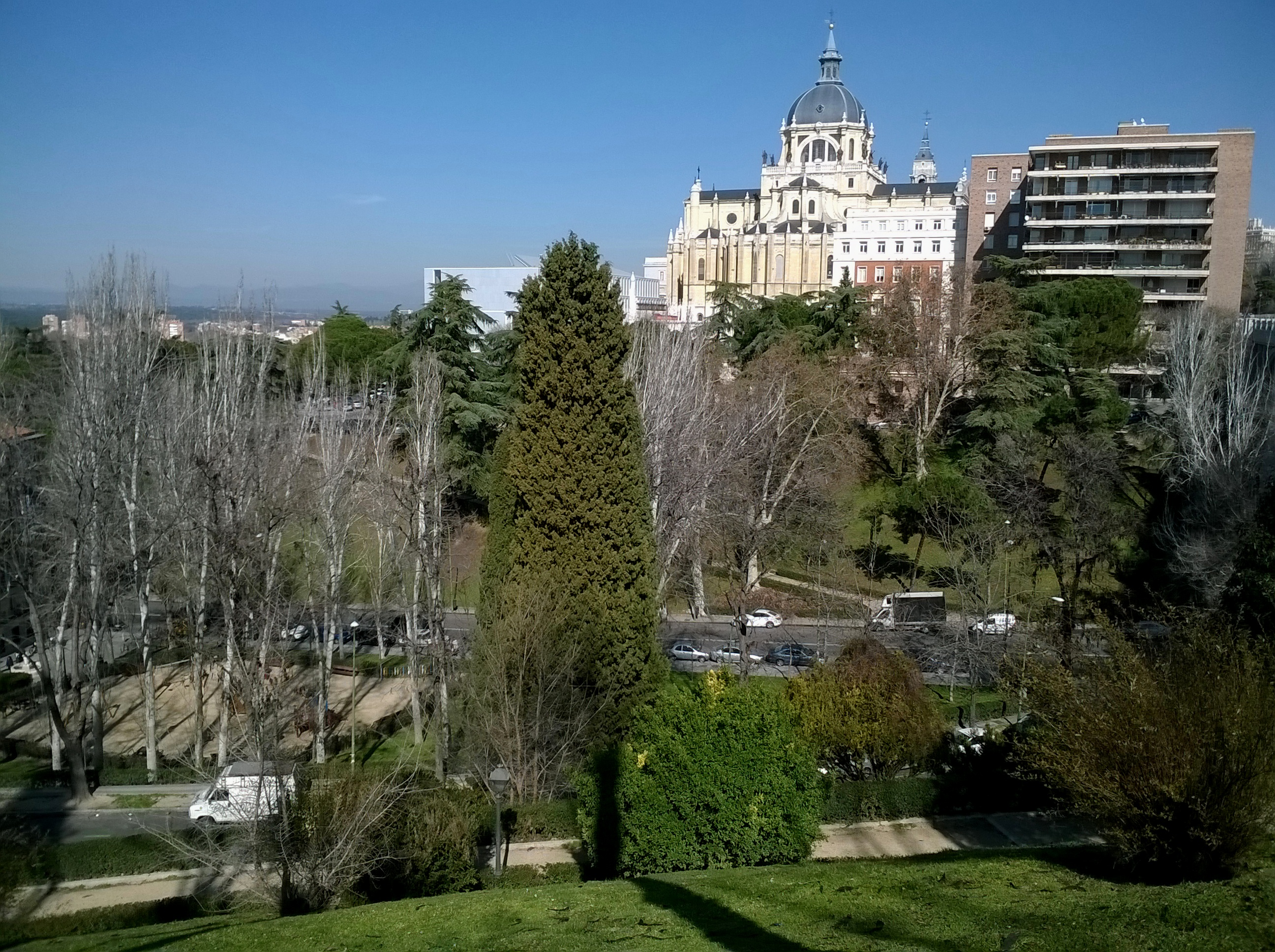
Vistas desde Las Vistillas

Además de su interés histórico-artístico, el mirador de Las Vistillas presentan importantes valores paisajísticos, al preservar la visión de la cúpula y ábside de San Francisco el Grande y de la fachada occidental del Seminario Conciliar de Madrid, desde el valle del río Manzanares.
Se trata de una de las imágenes más características del panorama urbano madrileño, que se prolonga, hacia el norte, con los conjuntos monumentales de la catedral de la Almudena, la plaza de la Armería y el palacio Real, cuya silueta queda igualmente preservada ante la existencia de amplias zonas verdes, como el parque de Atenas y el Campo del Moro, sin apenas edificaciones a sus pies.